# Sebastián de Belalcázar
Sebastián de Belalcázar (1479/1480 – 1551) spanyol konkvisztádor volt.
1479-ben vagy 1480-ban született eredetileg Sebastián Moyano néven a spanyolországi Córdobában. A Belalcázar vagy Benalcázar nevet egy córdobai vár után később vette fel. Egyes források szerint az 1498 elején Kolumbusszal utazott az Újvilágba, míg Juan de Castellanos írása szerint 1507-ben egy öszvér megölése  miatt – mivel nem kívánta tettének következményét viselni – volt kénytelen szülőhazáját elhagyni.
1524-ben Francisco Hernández de Córdoba oldalán bevonult a mai Nicaraguába és León városának első polgármestere lett. 1527-ig töltötte be ezt a tisztséget, utána Hondurasba távozott. Rövid időre visszatért Leónba, majd 1532-ben Peru partjaihoz hajózott és csatlakozott Francisco Pizarro expedíciójához.
1534-ben Pizarrónak segített az őslakosok legyőzésében, majd ezt követően útnak indul, hogy elfoglalja az ecuadori Quitót. Quito az Inka Birodalom legészakibb városa volt, de Belalcázar megérkezése előtt az inka parancsnok Rumiñahui elrendelte az értékek elrejtését, majd felgyújtatta a várost. Belalcázar Diego de Almagróval megalapította az új Quitót, és Pizarro után San Francisco de Quitónak nevezte el. 1535-ben északra vonult a mai Kolumbia területére, hogy megtalálja Eldorádót. 1536-ban megalapította Cali városát, majd ezt követte 1537-ben Pasto és Popayán.
A Magdalena folyó völgyén áthaladva elérte a mai Kolumbia felföldjeit, amelyeket már korábban a spanyol Gonzalo Jiménez de Quesada, és a német Nikolaus Federmann is meghódított 1539-ben. 1540-ben V. Károly kinevezte Belalcázart Popayán kormányzójává és a tiszteletbeli „adelantado” címmel jutalmazta. Pascual de Andagoya (1495-1548) szintén magának követelte a kormányzói tisztséget, ezért harc robbant ki kettejük között, amely Belalcázar győzelmével zárult. Hogy birtokait növelje, 1546-ban elrendelte Jorge Robledónak, a környező területek kormányzójának kivégzését. 
A gyilkosságért, továbbá a többi konkvisztádorral folytatott háborúi miatt perbe fogták. 1551-ben a kolumbiai Cartagenában lehelte ki a lelkét, miközben a perek miatt Spanyolországba való visszatérésére készülődött.
1937-ben az általa alapított Caliban emlékművet emeltek tiszteletére, ez ma a város egyik jelképének számít.